# Oxymegaspis maculipennis
Oxymegaspis maculipennis är en insektsart som beskrevs av Schmidt 1911. Oxymegaspis maculipennis ingår i släktet Oxymegaspis och familjen spottstritar. Inga underarter finns listade i Catalogue of Life.